# Lubymiwka (rejon wasylowski)
Lubymiwka (ukr. Любимівка) – wieś na Ukrainie, w obwodzie zaporoskim, w rejonie wasylowskim, w hromadzie Rozdoł. W 2019 liczyła 369 mieszkańców.